# Hyperolius albofrenatus
Hyperolius albofrenatus és una espècie de granota de la família dels hiperòlids que viu a Tanzània.